# Rosa caryophyllacea
Rosa caryophyllacea es una especie de planta del género Rosa, de la familia Rosaceae.

## Taxonomía
Rosa caryophyllacea fue descrita por Besser en 1815.

## Distribución
Se encuentra en el territorio de Europa central y sudoriental hasta el Cáucaso.